# Liste der Biografien/Garr
Liste der Biografien |
Portal Biografien |
Personensuche
# |
A |
B |
C |
D |
E |
F |
G |
H |
I |
J |
K |
L |
M |
N |
O |
P |
Q |
R |
S |
T |
U |
V |
W |
X |
Y |
Z |
?
 
Ga |
Gb |
Gc |
Gd |
Ge |
Gf |
Gh |
Gi |
Gj |
Gk |
Gl |
Gm |
Gn |
Go |
Gp |
Gq |
Gr |
Gs |
Gu |
Gv |
Gw |
Gy |
Gz
 
Gaa |
Gab |
Gac |
Gad |
Gae |
Gaf |
Gag |
Gah |
Gai |
Gaj |
Gak |
Gal |
Gam |
Gan |
Gao |
Gap |
Gaq |
Gar |
Gas |
Gat |
Gau |
Gav |
Gaw |
Gax |
Gay |
Gaz
 
Gara |
Garb |
Garc |
Gard |
Gare |
Garf |
Garg |
Garh |
Gari |
Gark |
Garl |
Garm |
Garn |
Garo |
Garp |
Garr |
Gars |
Gart |
Garu |
Garv |
Garw |
Gary |
Garz
Die Liste der Biografien führt alle Personen auf, die in der deutschsprachigen Wikipedia einen Artikel haben. Dieses ist eine Teilliste mit 237 Einträgen von Personen, deren Namen mit den Buchstaben „Garr“ beginnt.

## Garr
- Garr, Doug, US-amerikanischer Journalist und Autor
- Garr, Teri (1944–2024), US-amerikanische SchauspielerinTeri Garr (1944–2024)

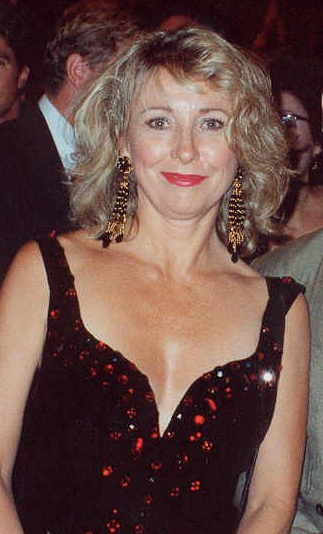
Teri Garr (1944–2024)

### Garra
- Garradd, Gordon J. (* 1959), australischer Astronom und Asteroidenentdecker
- Garrahy, J. Joseph (1930–2012), US-amerikanischer Politiker
- Garralda, Mateo (* 1969), spanischer Handballspieler und -trainer
- Garranah, Soheir, ägyptischer Politiker, Tourismusminister
- Garrani, Ivo (1924–2015), italienischer Schauspieler und Sprecher
- Garrant, Philip (* 1969), US-amerikanischer Generalleutnant
- Garrard, James (1749–1822), US-amerikanischer Politiker
- Garrard, Kenner (1827–1879), General der US-Armee
- Garrard, Mary D. (* 1937), US-amerikanische Kunsthistorikerin, Feministin und Professorin emerita
- Garrard, Richard (1910–2003), australischer Ringer
- Garrard, Theophilus T. (1812–1902), US-amerikanischer Militär, General der US-Armee
- Garratt, Geoffrey Theodore (1888–1942), britischer Journalist und Publizist
- Garratt, Herbert William (1864–1913), britischer Ingenieur
- Garratt, Jack (* 1991), englischer Popmusiker
- Garraty, Billy (1878–1931), englischer Fußballspieler
- Garraud, Joachim (* 1968), französischer House-DJ und -Produzent
- Garraux, Florentin (1859–1950), Schweizer Maler, Illustrator und Zeichner
- Garraway, Annie Marie Watkins (* 1940), US-amerikanische Mathematikerin und Philanthropin
- Garraway, Charlotte Sofia, deutsche Regisseurin und Autorin

### Garre
- Garré, Benjamín (* 2000), argentinischer Fußballspieler
- Garrè, Carl (1857–1928), Schweizer Chirurg
- Garre, Gregory G. (* 1964), US-amerikanischer Jurist und ehemaliger United States Solicitor General
- Garré, Oscar (* 1956), argentinischer Fußballspieler und -trainer
- Garre, Walter (* 1945), uruguayischer Radrennfahrer
- Garreau, Pierre (1748–1827), französischer Gerichtspräsident und Politiker
- Garreaud, Jean-François (1946–2020), französischer Schauspieler
- Garrebeek, Auguste (1912–1973), belgischer Radrennfahrer
- Garrecht, Harald (* 1957), deutscher Bauingenieur und Werkstoffwissenschaftler
- Garrecht, Sven (* 1988), deutscher Liedermacher, Musiker und KabarettistSven Garrecht (* 1988)

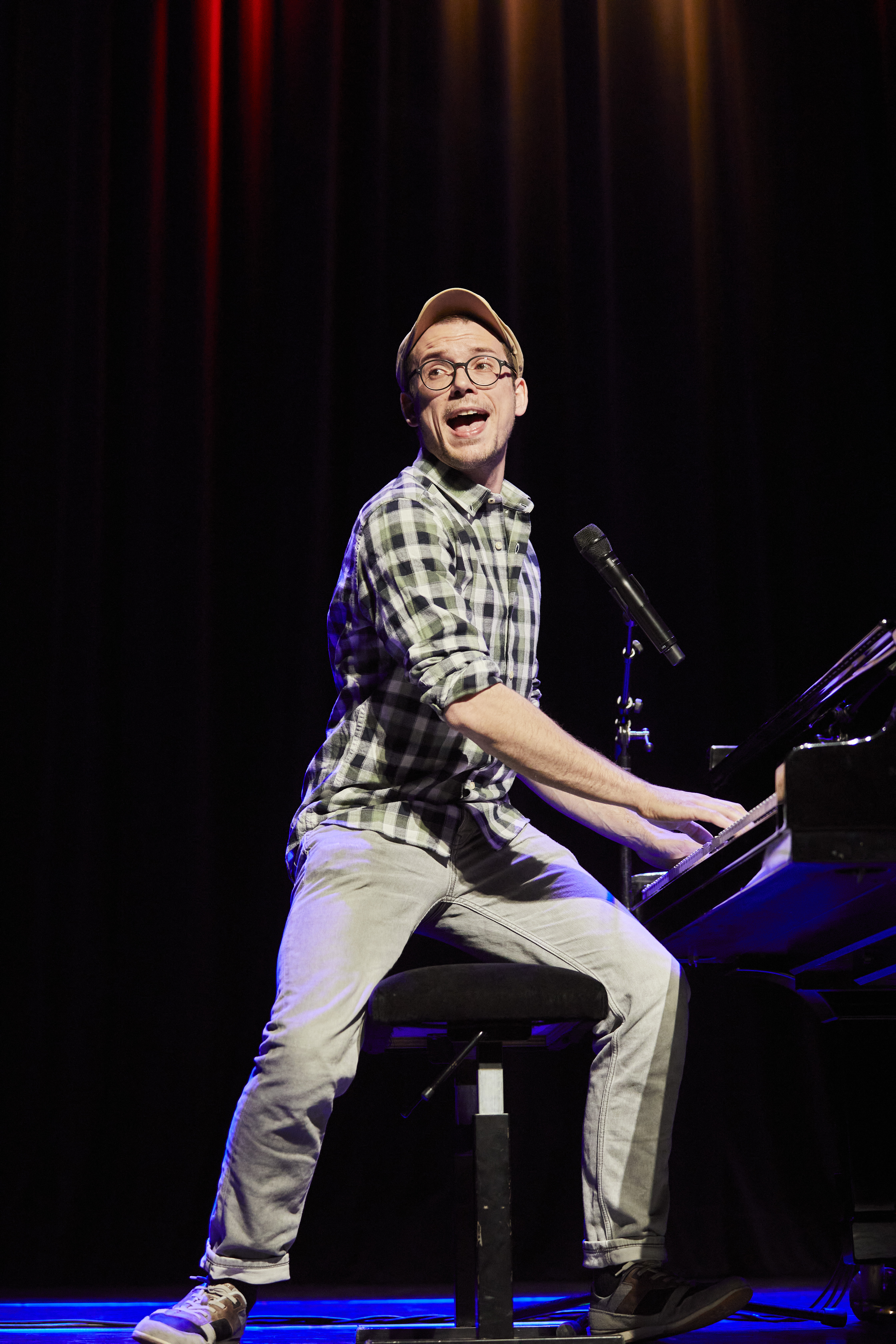
Sven Garrecht (* 1988)

- Garrel, Esther (* 1991), französische Schauspielerin
- Garrel, Louis (* 1983), französischer Schauspieler und RegisseurLouis Garrel (* 1983)

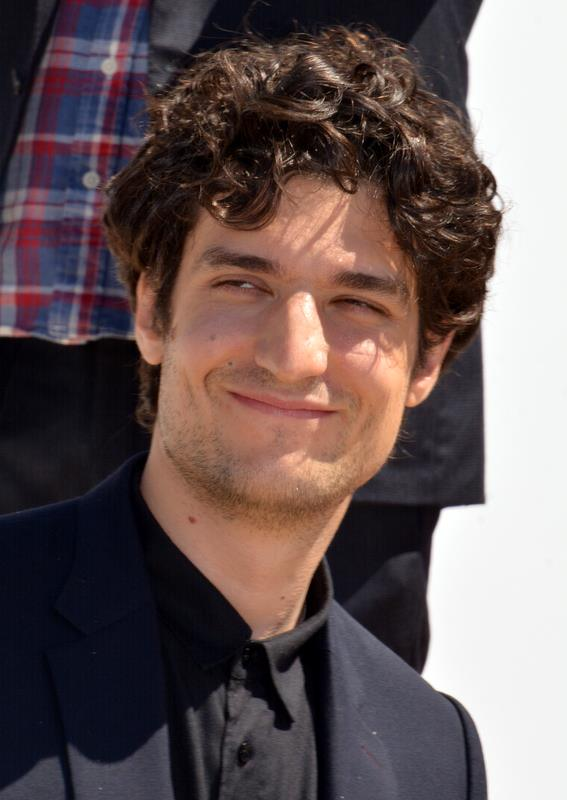
Louis Garrel (* 1983)

- Garrel, Maurice (1923–2011), französischer Schauspieler
- Garrel, Philippe (* 1948), französischer Schauspieler, Drehbuchautor und Filmregisseur
- Garrelon, Marie Ephrem (1827–1873), französischer Karmelit, Bischof in Indien
- Garrels, Johann Hinrich (1855–1920), deutscher Ostasienkaufmann, Politiker, MdHB und Senator
- Garrels, John (1885–1956), US-amerikanischer Leichtathlet
- Garrels, Robert Minard (1916–1988), US-amerikanischer Geochemiker und Geologe
- Garrels, Rudolf († 1750), deutscher Orgelbauer
- Garreta i Arboix, Juli (1875–1925), katalanischer Sardanakomponist
- Garreta i Toldrà, Enriqueta (1907–1971), katalanische klassische Pianistin und Musikpädagogin
- Garréta, Anne F. (* 1962), französische Schriftstellerin
- Garreta, Edmon Maria (1921–2017), spanischer römisch-katholischer Ordenspriester, Zisterzienser und Abt von Poblet
- Garretón, Óscar Guillermo (* 1943), chilenischer Ökonom, Unternehmer und Politiker (PS, PPD und MAPU)
- Garretson, Bob (1933–2025), US-amerikanischer Automobilrennfahrer und Rennstallbesitzer
- Garretson, James (1828–1895), US-amerikanischer Arzt und Zahnarzt, Begründer der US-amerikanischen Oralchirurgie
- Garretson, Meredith (* 1983), US-amerikanische Schauspielerin
- Garrett, Abraham Ellison (1830–1907), US-amerikanischer Politiker
- Garrett, Amos (* 1941), US-amerikanisch-kanadischer Blues- und Jazzmusiker
- Garrett, Andrew (1823–1887), US-amerikanischer Naturforscher und Illustrator mit den Schwerpunkten Malakologie und Ichthyologie
- Garrett, Augustus (1801–1848), US-amerikanischer Politiker
- Garrett, Beau (* 1982), US-amerikanische Schauspielerin und Model
- Garrett, Betty (1919–2011), US-amerikanische Schauspielerin, Tänzerin und Sängerin
- Garrett, Brad (* 1960), US-amerikanischer Schauspieler, Synchronsprecher und Komiker
- Garrett, Cliff (1908–1963), US-amerikanischer Luft- und Raumfahrtunternehmer
- Garrett, Clyde L. (1885–1959), US-amerikanischer Politiker
- Garrett, Crister S. (1962–2019), US-amerikanischer Amerikanist
- Garrett, Daniel E. (1869–1932), US-amerikanischer Politiker
- Garrett, David (* 1980), deutscher ViolinistDavid Garrett (* 1980)

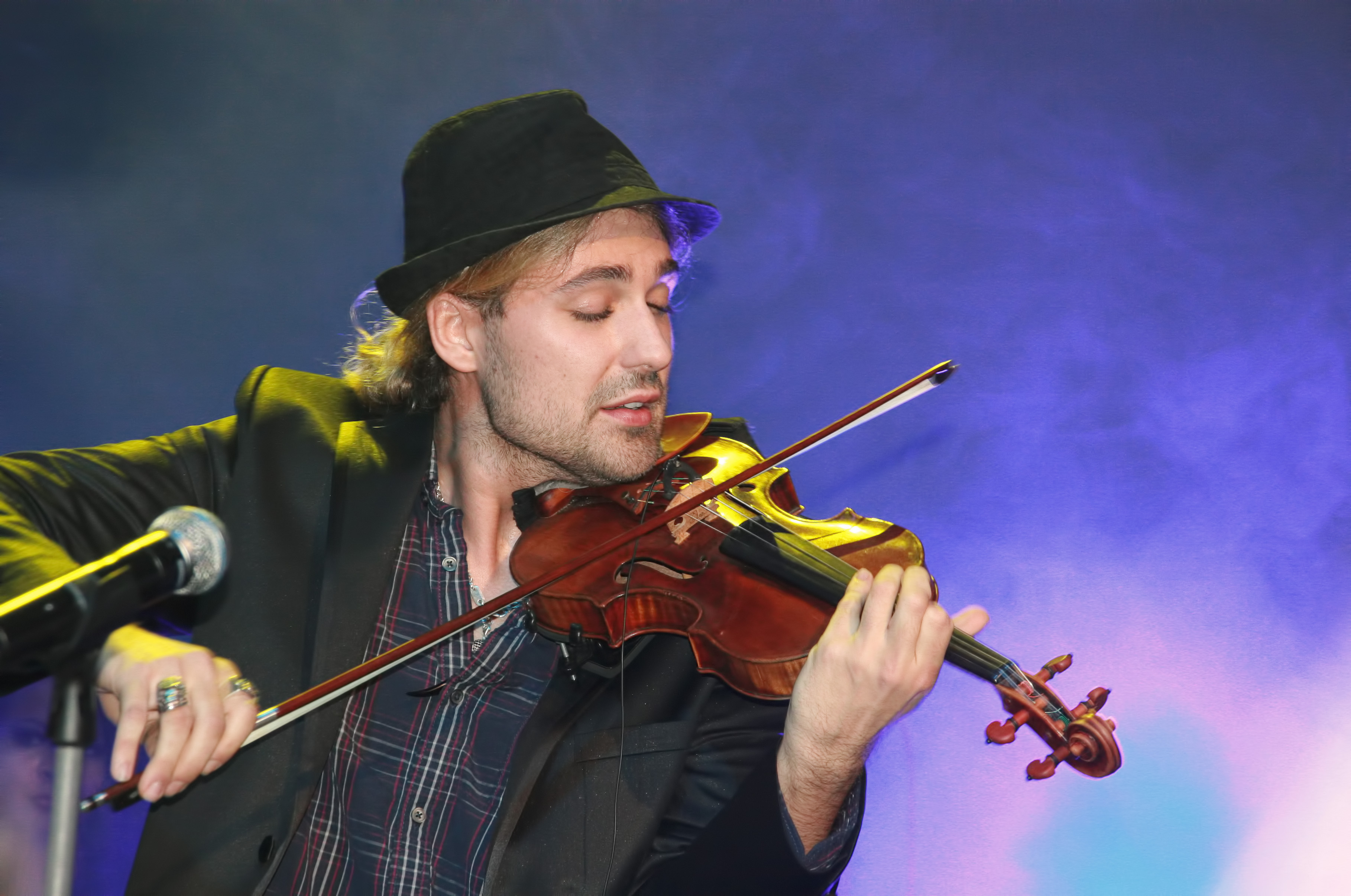
David Garrett (* 1980)

- Garrett, Donald (1932–1989), US-amerikanischer Jazzmusiker
- Garrett, Drew (* 1989), US-amerikanischer Schauspieler
- Garrett, Dudley (1924–1944), kanadischer Eishockeyspieler
- Garrett, Eddie (1927–2010), US-amerikanischer Schauspieler
- Garrett, Finis J. (1875–1956), US-amerikanischer Politiker
- Garrett, Henry L. (* 1939), US-amerikanischer Jurist und Politiker
- Garrett, James, britischer Schauspieler und Synchronsprecher
- Garrett, Jason (* 1966), US-amerikanischer Trainer und ehemaliger Spieler im American Football
- Garrett, Jesse James (* 1950), kanadischer Designer und Unternehmer
- Garrett, Jo Ann (* 1954), US-amerikanische Soulsängerin
- Garrett, John W. (1872–1942), US-amerikanischer Diplomat, Botschafter in Italien, Gesandter in Argentinien, Luxemburg, den Niederlanden und Venezuela
- Garrett, Johnny (1963–1992), US-amerikanischer Vergewaltiger und Mörder
- Garrett, Joy (1945–1993), US-amerikanische Schauspielerin und Sängerin
- Garrett, Kathleen, US-amerikanische Film- und Theaterschauspielerin, Synchronsprecherin und Autorin
- Garrett, Kenny (* 1960), US-amerikanischer Jazz-Saxophonist
- Garrett, LaMonica (* 1975), US-amerikanischer FilmschauspielerLaMonica Garrett (* 1975)

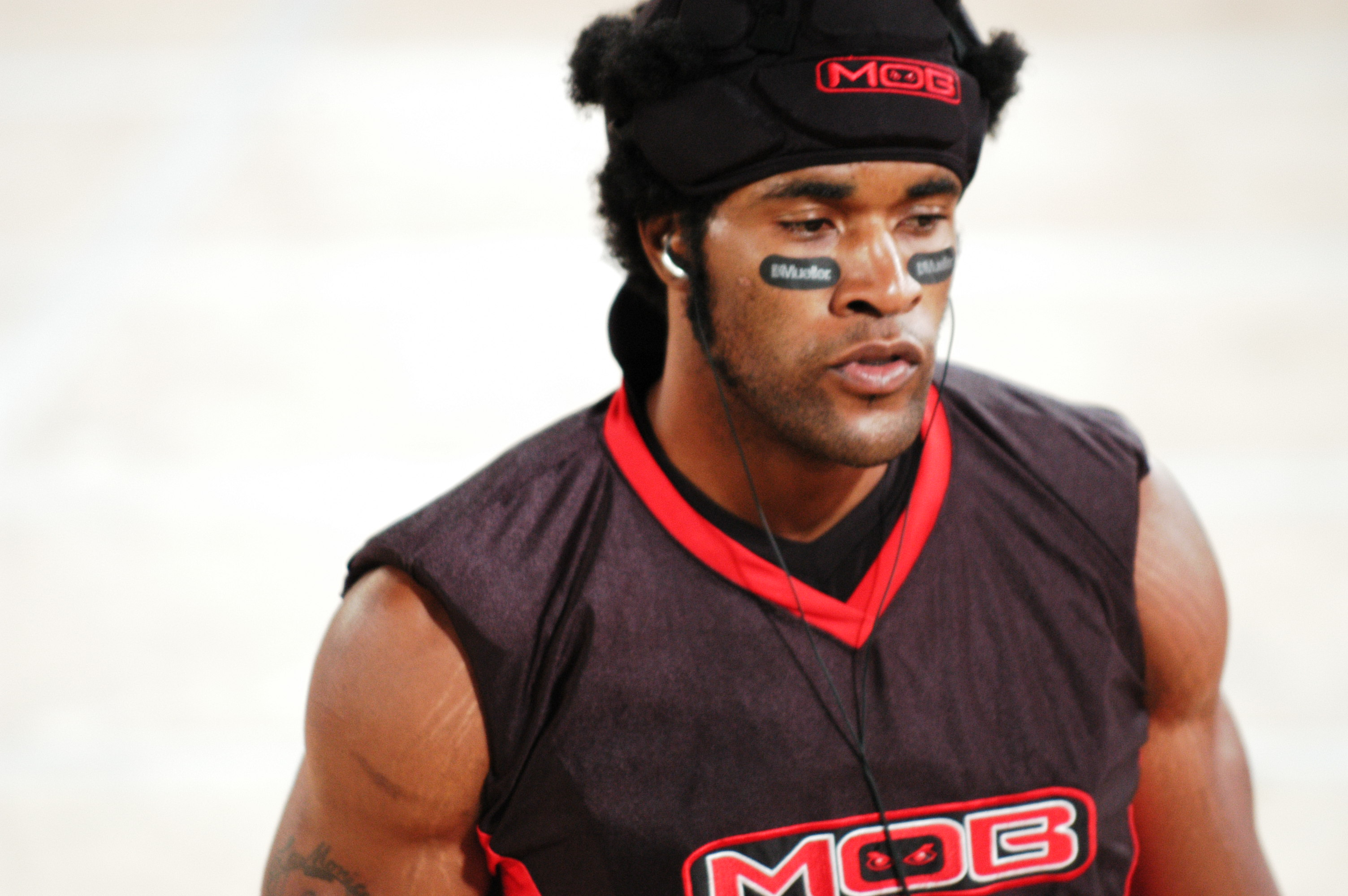
LaMonica Garrett (* 1975)

- Garrett, Laurie (* 1951), US-amerikanische Journalistin
- Garrett, Leif (* 1961), US-amerikanischer Schauspieler und Popsänger
- Garrett, Lesley (* 1955), englische Opernsängerin (Sopran)
- Garrett, Mary (1854–1915), US-amerikanische Suffragistin und Philanthropin
- Garrett, Maureen (* 1948), US-amerikanische Schauspielerin
- Garrett, Michael X. (* 1961), US-amerikanischer Offizier, General der US-Army
- Garrett, Myles (* 1995), US-amerikanischer American-Football-Spieler
- Garrett, Orvie, US-amerikanischer Skeletonpilot
- Garrett, Pat (1850–1908), amerikanischer Sheriff in Lincoln County, New MexicoPat Garrett (1850–1908)

Pat Garrett (1850–1908)

- Garrett, Peter (* 1953), australischer Musiker und Politiker
- Garrett, Ragnar (1900–1977), australischer Generalleutnant
- Garrett, Randall (1927–1987), US-amerikanischer SF- und Fantasy-Schriftsteller
- Garrett, Robert (1875–1961), US-amerikanischer Leichtathlet und Tauzieher
- Garrett, Robert (* 1977), deutscher Basketballspieler
- Garrett, Santana (* 1988), amerikanische Wrestlerin
- Garrett, Scott (* 1959), US-amerikanischer Politiker
- Garrett, Sean (* 1979), US-amerikanischer Songwriter und Musikproduzent
- Garrett, Siedah (* 1960), US-amerikanische R&B-Sängerin und Songwriterin
- Garrett, Snuff (1938–2015), US-amerikanischer Musikproduzent und Discjockey
- Garrett, Spencer (* 1963), US-amerikanischer SchauspielerSpencer Garrett (* 1963)

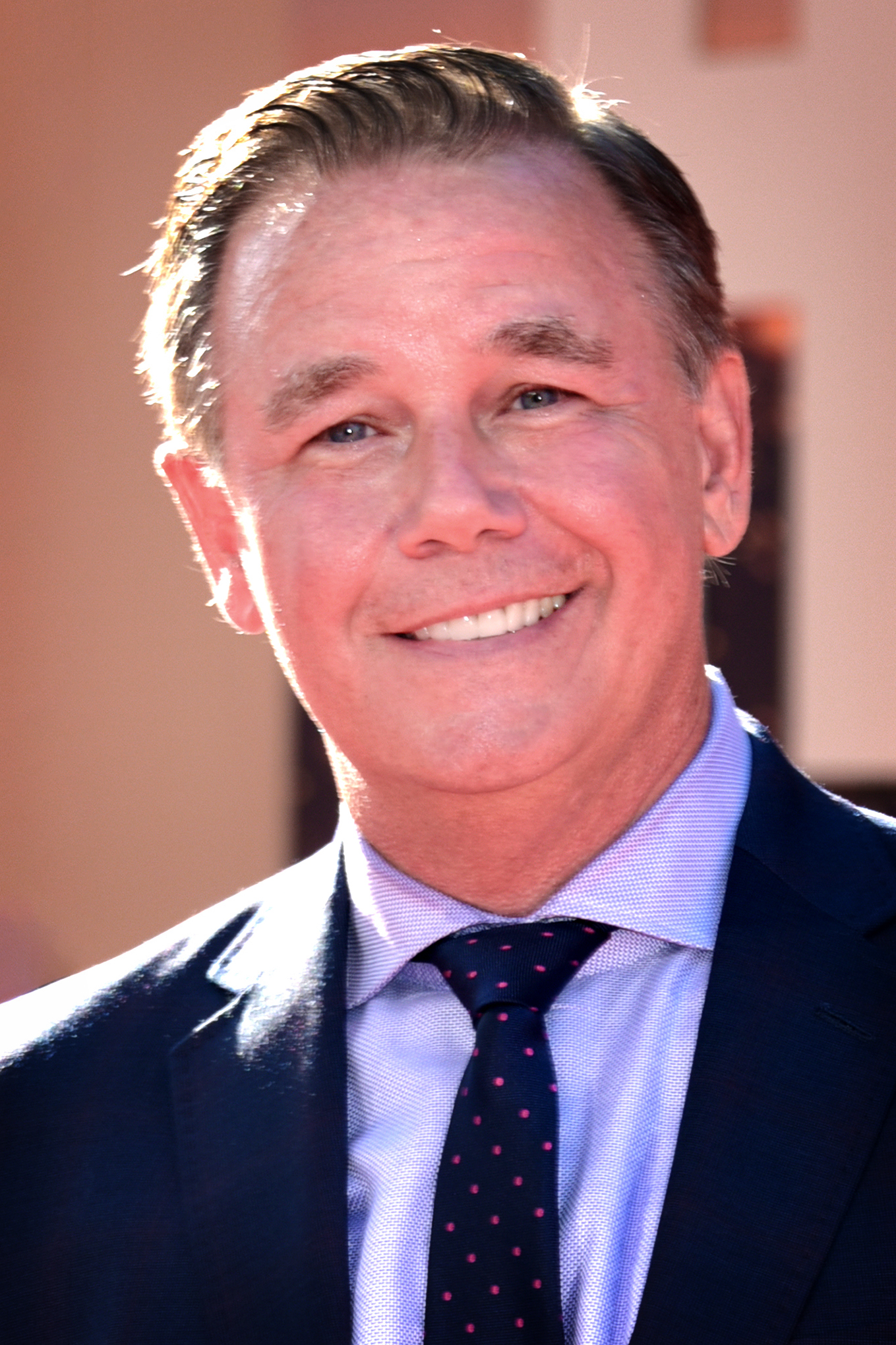
Spencer Garrett (* 1963)

- Garrett, Stephen (1974–2008), US-amerikanischer Hip-Hop- und Contemporary-R&B-Produzent, Rapper und Sänger
- Garrett, Susie (1929–2002), US-amerikanische Schauspielerin und Sängerin
- Garrett, Thea (* 1992), maltesische Sängerin
- Garrett, Thomas (1789–1871), US-amerikanischer Abolitionist
- Garrett, Thomas junior (* 1972), amerikanischer Politiker (Republikanische Partei)
- Garrett, Tom (1858–1943), australischer Cricketspieler
- Garrett, Tracy L., US-amerikanische Generalmajorin
- Garrett, Umi (* 2000), US-amerikanische klassische Pianistin
- Garrett, William (1933–1999), US-amerikanischer Rennfahrer
- Garrett, Zach (* 1995), US-amerikanischer Bogenschütze
- Garrett-Cox, Katherine (* 1967), britische Managerin

### Garri
- Garriba, Mario (1944–2013), italienischer Schauspieler, Filmregisseur und Drehbuchautor
- Garric, Chuck (* 1967), US-amerikanischer Bassist
- Garrick, Barbara (* 1965), US-amerikanische Schauspielerin
- Garrick, Beulah (* 1921), britische Schauspielerin
- Garrick, David (1717–1779), britischer Schauspieler
- Garrick, David (1945–2013), britischer PopsängerDavid Garrick (1945–2013)

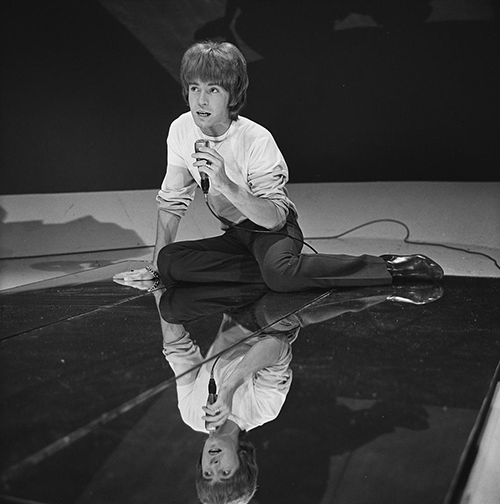
David Garrick (1945–2013)

- Garrick, John (1902–1966), britischer Filmschauspieler
- Garrick, Michael (1933–2011), britischer Pianist (auch Organist) und Komponist des Modern Jazz
- Garrick, Tom (* 1966), US-amerikanischer Basketballspieler
- Garrido Canabal, Tomás (1890–1943), mexikanischer Politiker, Revolutionär
- Garrido Díaz, Luis (1898–1973), mexikanischer Jurist und Philosoph sowie Rektor der Universidad Nacional Autónoma de México
- Garrido Lecca, Celso (1926–2025), peruanischer Komponist
- Garrido, Alfonso (* 1968), deutscher Perkussionist
- Garrido, Angely (* 2003), venezolanische Leichtathletin
- Garrido, Carlos (* 1950), spanischer Journalist, Schriftsteller, Rockmusiker und Archäologe
- Garrido, Carlos (* 1977), chilenischer Fußballspieler
- Garrido, Eduardo (* 1967), brasilianischer Beachvolleyballspieler
- Garrido, Elsa (* 1977), sao-toméische Umweltaktivistin und Politikerin
- Garrido, Gabriel (* 1950), argentinischer Musikwissenschaftler, Musiker und Dirigent
- Garrido, Gonzalo (* 1973), chilenischer Radrennfahrer
- Garrido, Ignacio (* 1972), spanischer Golfsportler
- Garrido, Javier (* 1985), spanischer Fußballspieler
- Garrido, José Antonio (* 1975), spanischer Radrennfahrer
- Garrido, Juan Ramón (* 1963), chilenischer Fußballspieler
- Garrido, Juan Santiago (1902–1994), chilenischer Musikwissenschaftler und Komponist
- Garrido, Lizardo (* 1957), chilenischer Fußballspieler
- Garrido, Lucirio Antonio (* 1992), venezolanischer Mittelstreckenläufer
- Garrido, Luis Fernando (* 1990), honduranischer Fußballspieler
- Garrido, Luis Ramón (* 1996), mexikanischer Badmintonspieler
- Garrido, María (* 1994), venezolanische Leichtathletin
- Garrido, Martín (* 1974), argentinischer Radrennfahrer
- Garrido, Mauricio (* 1996), peruanischer Leichtathlet
- Garrido, Omar, mexikanisch-deutscher Opern- und Konzertsänger (Tenor/Bariton)
- Garrido, Orlando H. (1931–2024), kubanischer Zoologe und ehemaliger Tennisspieler
- Garrido, Pablo (1905–1982), chilenischer Komponist, Violinist, Bandleader und Musikethnologe
- Garrido, Pablo (* 1938), mexikanischer Leichtathlet
- Garrido, Raquel (* 1974), chilenisch-französische Politikerin
- Garrido, Raúl, uruguayischer Fußballspieler
- Garriga Polledo, Salvador (* 1957), spanischer Politiker (PP), MdEP
- Garriga, Gerard (* 1993), spanischer Fußballspieler
- Garriga, Mariano Simon (1886–1965), US-amerikanischer Geistlicher, Bischof von Corpus Christi
- Garriga, Mariela (* 1989), kubanische SchauspielerinMariela Garriga (* 1989)

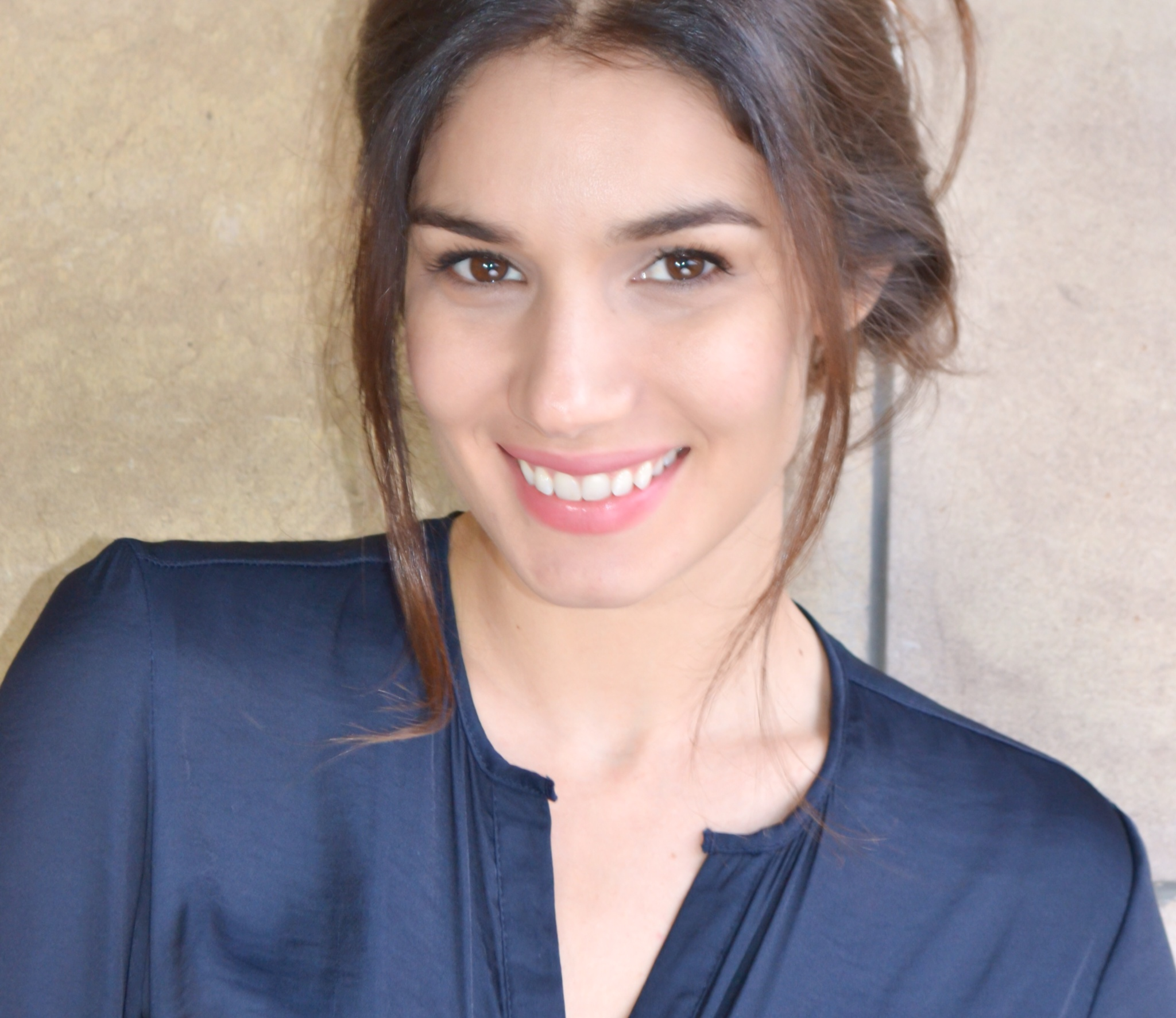
Mariela Garriga (* 1989)

- Garrigan, Liam (* 1981), britischer Theater- und Fernsehschauspieler
- Garrigan, Philip Joseph (1840–1919), irischer Geistlicher, Bischof von Sioux City
- Garrigó, Mariano, Supremo Director und Präsident von Honduras
- Garrigós, Francisco (* 1994), spanischer Judoka
- Garrigou, Gustave (1884–1963), französischer Radrennfahrer
- Garrigou, Joseph Louis Felix (1835–1920), französischer Mediziner und Gerichtschemiker
- Garrigou-Lagrange, Réginald (1877–1964), französischer Dominikaner
- Garrigue Masaryková, Charlotte (1851–1923), US-amerikanisch-tschechische Pianistin
- Garrigue, Gautier (* 1987), französischer Jazzmusiker (Schlagzeug, Komposition)
- Garrigue, Jacques (1677–1730), Juwelier und Kirchenvorstand (Ancien) der Französisch Reformierten Kirche Magdeburgs
- Garrigue, Moyse (1663–1715), Juwelier und Händler
- Garrigue, Moyse (1708–1750), Juwelier, Richter
- Garrigue, Rudolph (1822–1891), deutsch-amerikanischer Buchhändler und Versicherungsvorstand
- Garrigus, Thomas (1946–2006), US-amerikanischer Sportschütze
- Garrin, Paul (* 1957), US-amerikanischer Videokünstler
- Garrincha (1933–1983), brasilianischer Fußballspieler
- Garriock, Heather (* 1982), australische Fußballspielerin
- Garriott, Owen K. (1930–2019), US-amerikanischer AstronautOwen K. Garriott (1930–2019)

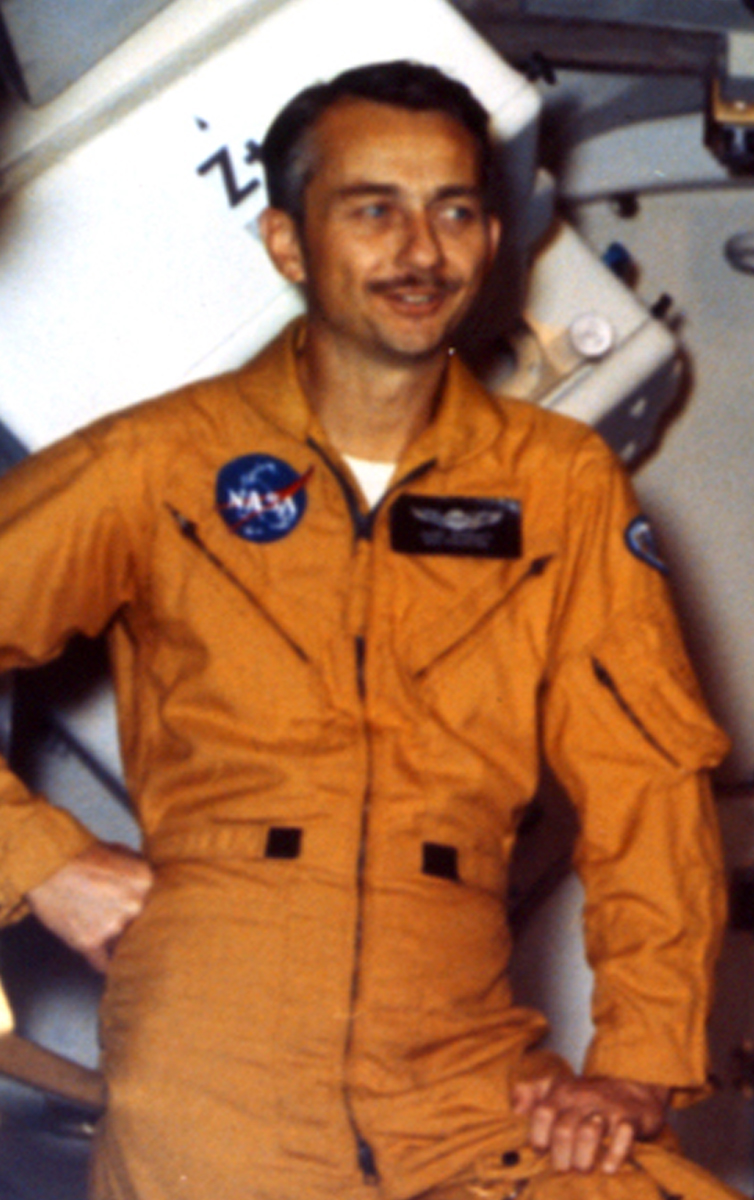
Owen K. Garriott (1930–2019)

- Garriott, Richard (* 1961), britisch-US-amerikanischer Computerspiel-Entwickler und Weltraumtourist
- Garris, Mick (* 1951), US-amerikanischer Drehbuchautor, Regisseur, Produzent
- Garris, Stefano (* 1979), deutscher Basketballspieler
- Garrison, Arvin (1922–1960), US-amerikanischer Jazzgitarrist
- Garrison, Ben, US-amerikanischer politischer Karikaturist
- Garrison, Daniel (1782–1851), US-amerikanischer Politiker
- Garrison, David (* 1952), US-amerikanischer Schauspieler
- Garrison, Deborah (* 1965), US-amerikanische Dichterin
- Garrison, Fielding H. (1870–1935), US-amerikanischer Bibliothekar und Medizinhistoriker
- Garrison, George Tankard (1835–1889), US-amerikanischer Politiker
- Garrison, Greg (1924–2005), US-amerikanischer TV-Regisseur und -produzent
- Garrison, Ian (* 1998), US-amerikanischer Radrennfahrer
- Garrison, Jason (* 1984), kanadischer Eishockeyspieler
- Garrison, Jim (1921–1992), US-amerikanischer Staatsanwalt von New OrleansJim Garrison (1921–1992)

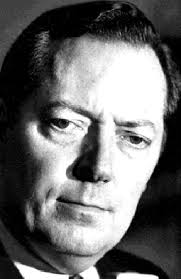
Jim Garrison (1921–1992)

- Garrison, Jimmy (1934–1976), US-amerikanischer Jazz-Kontrabassist
- Garrison, John (1909–1988), US-amerikanischer Eishockeyspieler und -trainer
- Garrison, Kenneth (* 1948), US-amerikanischer Opernsänger (Tenor)
- Garrison, Lane (* 1980), US-amerikanischer Filmschauspieler
- Garrison, Lindley Miller (1864–1932), Rechtsanwalt und Kriegsminister
- Garrison, Mabel (1886–1963), US-amerikanische Opernsängerin (Koloratursopran)
- Garrison, Mark B. (* 1956), amerikanischer Altorientalist
- Garrison, Matt (* 1970), US-amerikanischer Jazz-Bassist
- Garrison, Max (1867–1927), deutscher Opernsänger
- Garrison, Michael (1956–2004), amerikanischer Vertreter der Elektronischen Musik
- Garrison, Miranda (* 1950), US-amerikanische Tänzerin, Choreografin und Schauspielerin
- Garrison, Randall (* 1951), kanadischer Politiker
- Garrison, Rob (1960–2019), US-amerikanischer Schauspieler
- Garrison, Robert (1872–1930), deutscher Schauspieler
- Garrison, Roger (* 1944), amerikanischer Wirtschaftswissenschaftler und Hochschullehrer
- Garrison, Walt (1944–2023), US-amerikanischer American-Football-Spieler
- Garrison, William F. (* 1944), US-amerikanischer Offizier und ehemaliger Generalmajor der US-ArmeeWilliam F. Garrison (* 1944)

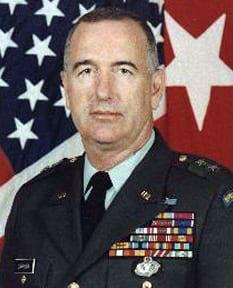
William F. Garrison (* 1944)

- Garrison, William Lloyd (1805–1879), US-amerikanischer Schriftsteller und Vorkämpfer für die Abschaffung der Sklaverei in den USA
- Garrison, Zina (* 1963), US-amerikanische Tennisspielerin
- Garrit, Carlos Soares (* 1971), brasilianischer Fußballspieler
- Garritano, Luca (* 1994), italienischer Fußballspieler
- Garrity, George M., US-amerikanischer Mikro- und Molekularbiologe
- Garrity, Pat (* 1976), US-amerikanischer Basketballspieler
- Garritzmann, Julian (* 1986), deutscher Politikwissenschaftler
- Garrix, Martin (* 1996), niederländischer DJ und Musikproduzent

### Garrn
- Garrn, Hermann (1888–1964), deutscher Fußballspieler

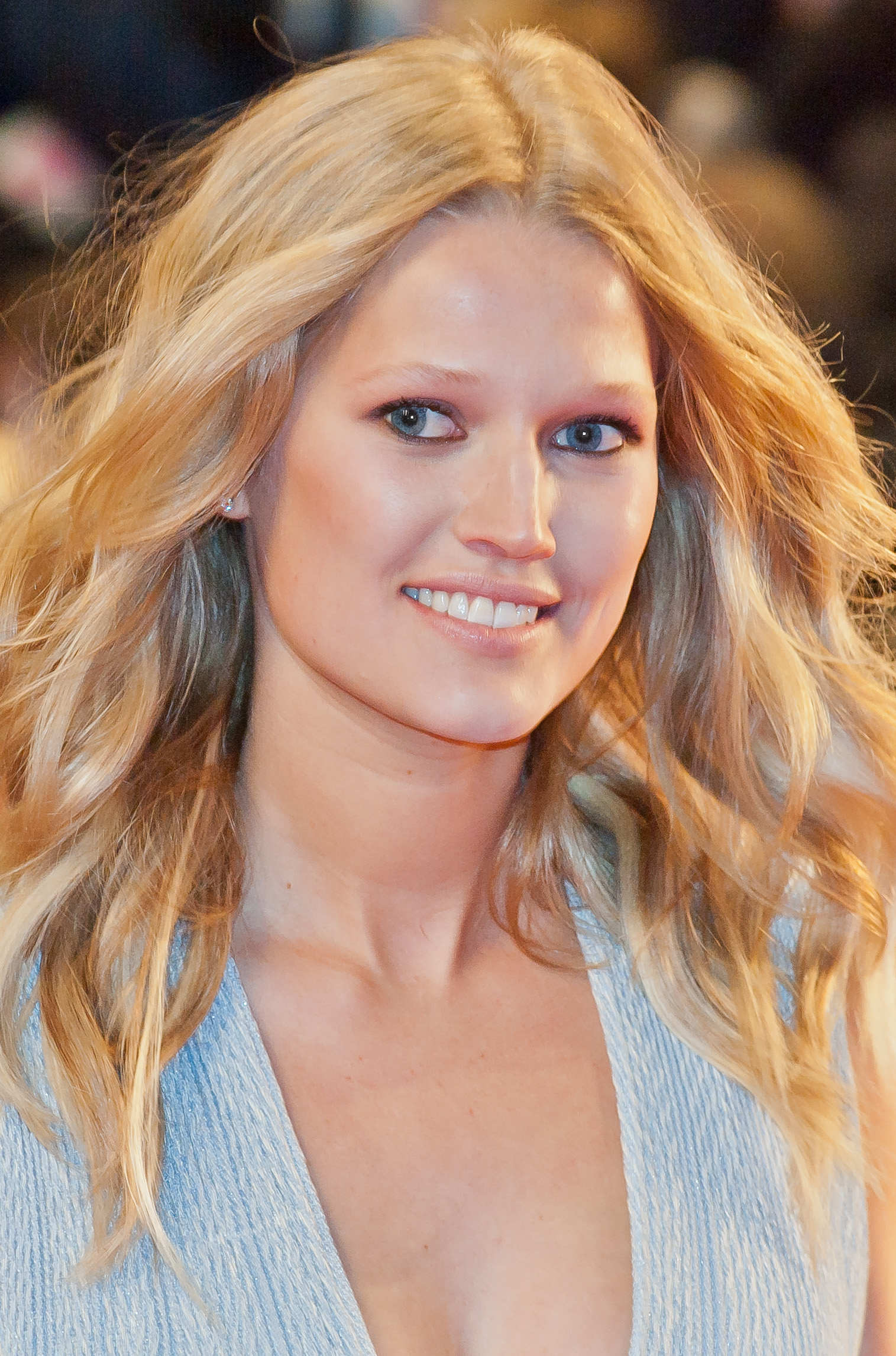
Toni Garrn (* 1992)

- Garrn, Toni (* 1992), deutsches ModelToni Garrn (* 1992)

### Garro
- Garro, Elena (1916–1998), mexikanische Schriftstellerin
- Garro, José de (1632–1702), Gouverneur von Tucumán, Buenos Aires und Chile
- Garrod, Alfred Baring (1819–1907), englischer Arzt und Wissenschaftler
- Garrod, Alfred Henry (1846–1879), englischer Zoologe, Physiologe und Hochschullehrer
- Garrod, Archibald E. (1857–1936), englischer Arzt und Wissenschaftler
- Garrod, Ben (* 1982), britischer Evolutionsbiologe, Primatologe, Sachbuchautor und Fernsehmoderator
- Garrod, Dorothy (1892–1968), britische Prähistorikerin
- Garrone, Daniele (* 1954), evangelisch-waldensischer Theologe und Alttestamentler
- Garrone, Gabriel-Marie (1901–1994), französischer Kardinal der römisch-katholischen Kirche und Erzbischof von Toulouse
- Garrone, Laura (* 1967), italienische Tennisspielerin
- Garrone, Matteo (* 1968), italienischer Filmregisseur und Drehbuchautor
- Garrone, Riccardo (1926–2016), italienischer Schauspieler
- Garrone, Riccardo (1936–2013), italienischer Unternehmer
- Garrone, Sergio (1925–2023), italienischer Filmregisseur
- Garroni, Eugenio Camillo (1852–1935), italienischer Diplomat
- Garroni, Guglielmo (1924–2002), italienischer Kameramann und Filmregisseur
- Garroni, Romolo (1915–2006), italienischer Kameramann
- Garrorena, Rafael Carrasco (1901–1981), spanischer Astronom
- Garros, Christian (1920–1988), französischer Jazz-Schlagzeuger
- Garros, Roland (1888–1918), französischer LuftfahrtpionierRoland Garros (1888–1918)

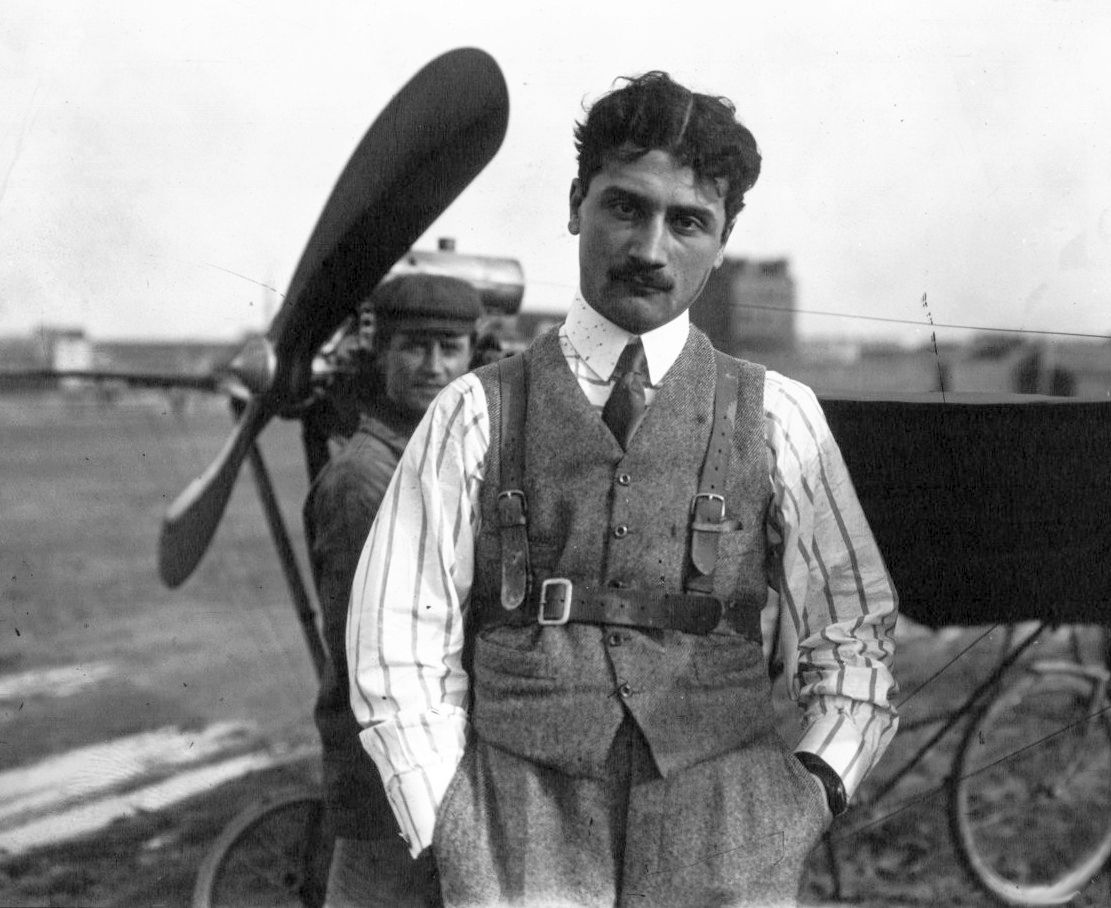
Roland Garros (1888–1918)

- Garrott, Isham Warren (1816–1863), US-amerikanischer Politiker, Geschäftsmann und General der Konföderierten im amerikanischen Bürgerkrieg
- Garrow, Brian (* 1968), US-amerikanischer Tennisspieler
- Garrow, Nathan (* 2004), neuseeländisch-südafrikanischer Fußballtorhüter
- Garrow, Nathaniel (1780–1841), US-amerikanischer Jurist und Politiker
- Garrow, Robert (1936–1978), US-amerikanischer Serienmörder

### Garru
- Garrucci, Raffaele (1812–1885), italienischer Jesuit, Numismatiker, Epigraphiker und Archäologe
- Garrud, Edith (1872–1971), britische Suffragette, Jiu-Jitsu-Lehrerin und Autorin

### Garry
- Garry, Robert Campbell (1900–1993), schottischer Physiologe und Hochschullehrer
- Garry, Vivien († 2008), US-amerikanische Jazzmusikerin